# BeBox

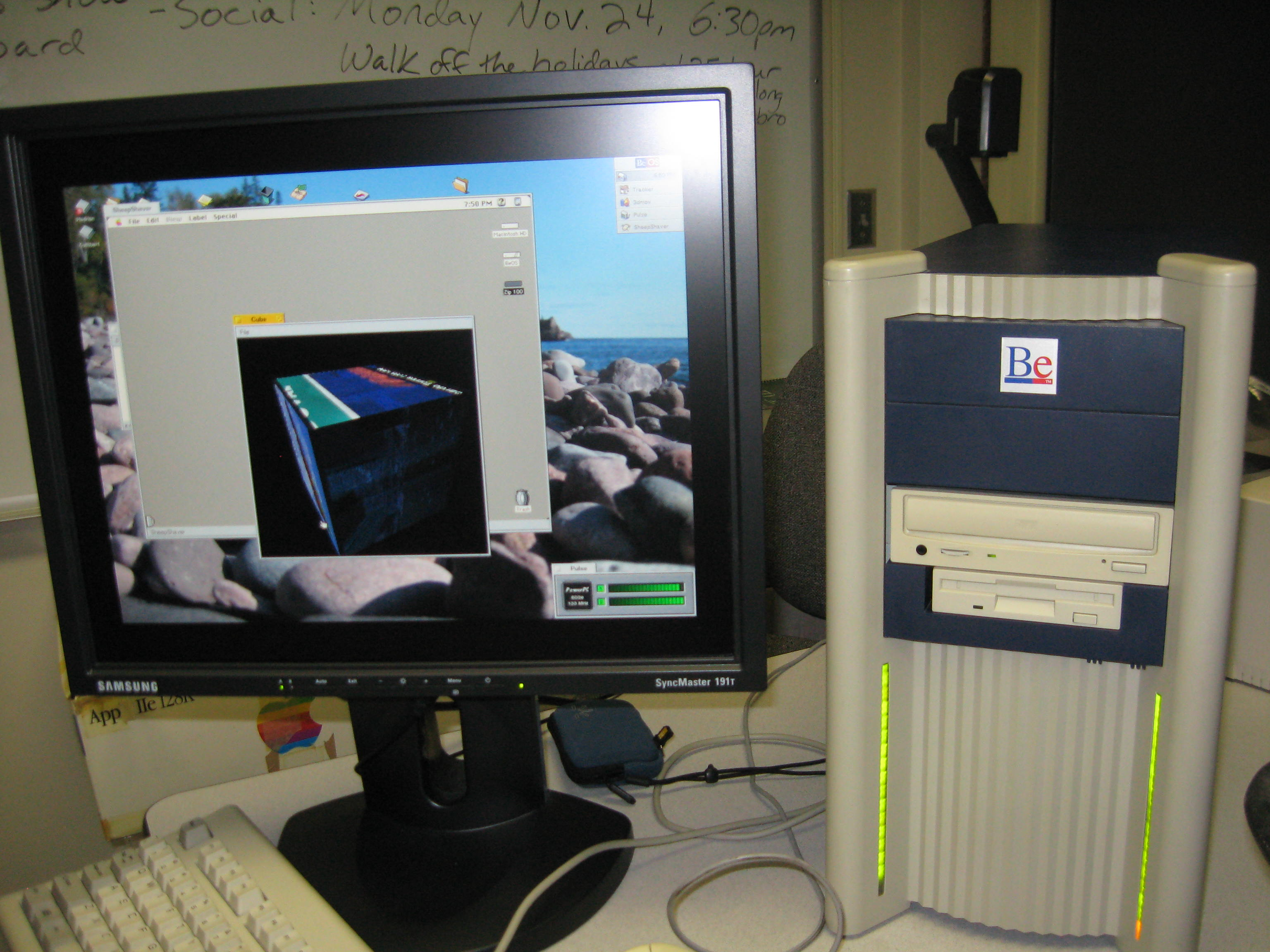
Bebox

O BeBox é um PC descontinuado, fabricado pela Be Incorporated para rodar o seu próprio sistema operacional, BeOS.
O BeBOX fez sua estreia em Outubro de 1995 (BeBox Dual603-66). Os processadores foram atualizados para 133 MHz em Agosto de 1996 (BeBox Dual603e-133). Sua produção foi parada ao final de 1996, seguido pelo port do BeOS para o Macintosh, de forma que a Be pudesse concentrar os trabalhos apenas no software. Foram vendidos por volta de 1000 BeBoxes na versão de 66 MHz e 800 na versão de 133 MHz.

## Especificações de Hardware
Os protótipos iniciais eram equipados com dois processadores AT&T Hobbit e três DSPs. Porém os modelos de produção contavam com processadores PowerPC 603 e 603e.
- Dois processadores PowerPC 603 rodando em 66 ou 133 MHz
- GeekPort: entrada/saída e conector DC, conector de 37 pinos na Barramento ISA.
  - Duas portas de 8 bits independentes e bidirecionais
  - Quatro pinos A/D redirecionados para um Conversor A/D de 12 pinos
  - Quatro pinos D/A conectados a um Conversor D/A de 8 bits independente
  - Dois pinos de sinais de referência ao terra
  - Onze pinos de force e terra:
    - Dois em +5 V, um em +12 V, um em -12 V e sete pinos terra.